# Elephant Butte Dam at Albuquerque
Elephant Butte Dam at Albuquerque è un cortometraggio muto del 1912. Il nome del regista non viene riportato nei credit del film, un documentario sulla costruzione della diga sull'Elephant Butte iniziata l'anno prima per irrigare i terreni del centro-sud del Nuovo Messico e di parte del Texas.

## Produzione
Il film fu prodotto dalla Selig Polyscope Company e venne girato nel Nuovo Messico, ad Albuquerque e all'Elephant Butte Lake, il grande bacino idrico che provvede di acqua parte del Nuovo Messico e del Texas con la sua diga, costruita tra il 1911 e il 1916.

## Distribuzione
Distribuito dalla General Film Company, il film - un documentario di 75 metri - uscì nelle sale cinematografiche statunitensi il 27 giugno 1912. Nelle proiezioni, veniva programmato con il sistema dello split reel, accorpato in un'unica bobina con un altro cortometraggio prodotto dalla Selig, la commedia His Father's Bugle.